# Grillworst

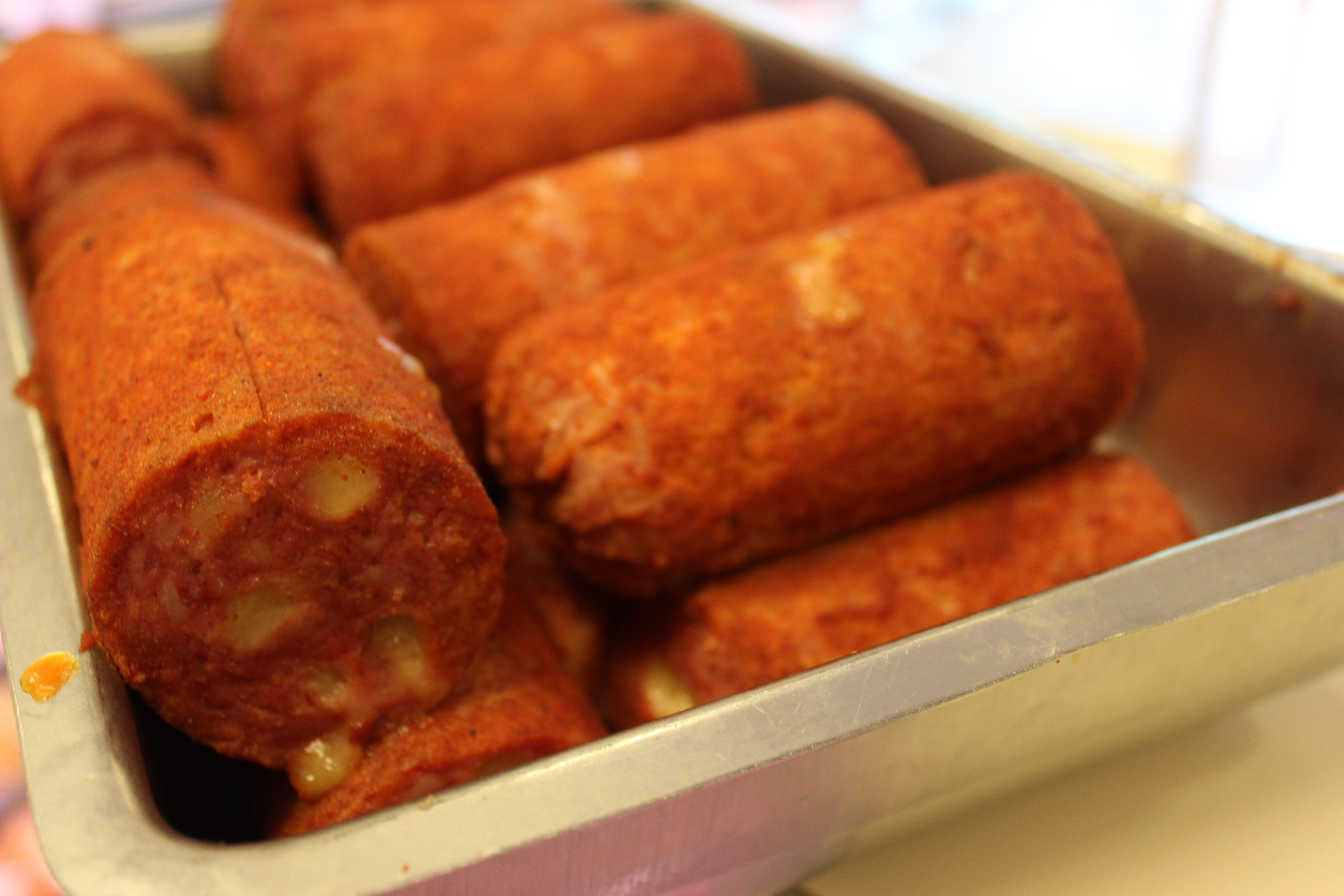
Grillworst met kaas

Grillworst is een gebraden worst met een hartige smaak. De worst kan van verschillende soorten vlees zijn gemaakt. De buitenkant is doorgaans sterk gekruid. Er bestaan ook variaties met kaas- of satésmaak. In de volksmond wordt deze worst ook weleens stokworst genoemd. Deze worst is net zoals leverworst populair bij de borrel.